# Fabio Montecchi
Fabio Montecchi é um engenheiro italiano de Fórmula 1 que atualmente é o engenheiro chefe de projetos da equipe de Fórmula 1 da Ferrari.

## Carreira
Depois de estudar engenharia mecânica na Universidade de Módena e Régio da Emília, Montecchi iniciou sua carreira no automobilismo como engenheiro de simulação no escritório de projeto da Scuderia Ferrari. Em 2007, ele passou a liderar o departamento de simulação, ganhando dois títulos de construtores e um de pilotos com a equipe italiana. Ele progrediu para se tornar vice-chefe de projeto ao lado de Simone Resta sendo responsável pela Ferrari F14 T. De 2015 a 2018, ele foi o vice-projetista chefe, sendo corresponsável por carros que lutavam regularmente por vitórias e pódios.
Em 2019, Montecchi tornou-se gerente de projeto de veículos antes de ser promovido a engenheiro chefe de projetos em 2021. Em 2023, após David Sanchez deixar o cargo de chefe de conceito de veículo para assinar com a McLaren, foi divulgado que Montecchi havia sido nomeado seu substituto interino nessa função.